# The Right to Happiness (film 1919)
The Right to Happiness è un film muto del 1919 diretto da Allen J. Holubar. La sceneggiatura è firmata dallo stesso regista insieme a Olga Linek Scholl. Protagoniste della storia, ambientata a cavallo tra gli ultimi anni dell'Ottocento e i primi del Novecento, sono due gemelle interpretate da Dorothy Phillips, qui in un doppio ruolo. Al suo fianco, William Stowell, Robert Anderson, Winter Hall, Henry A. Barrows.

## Trama

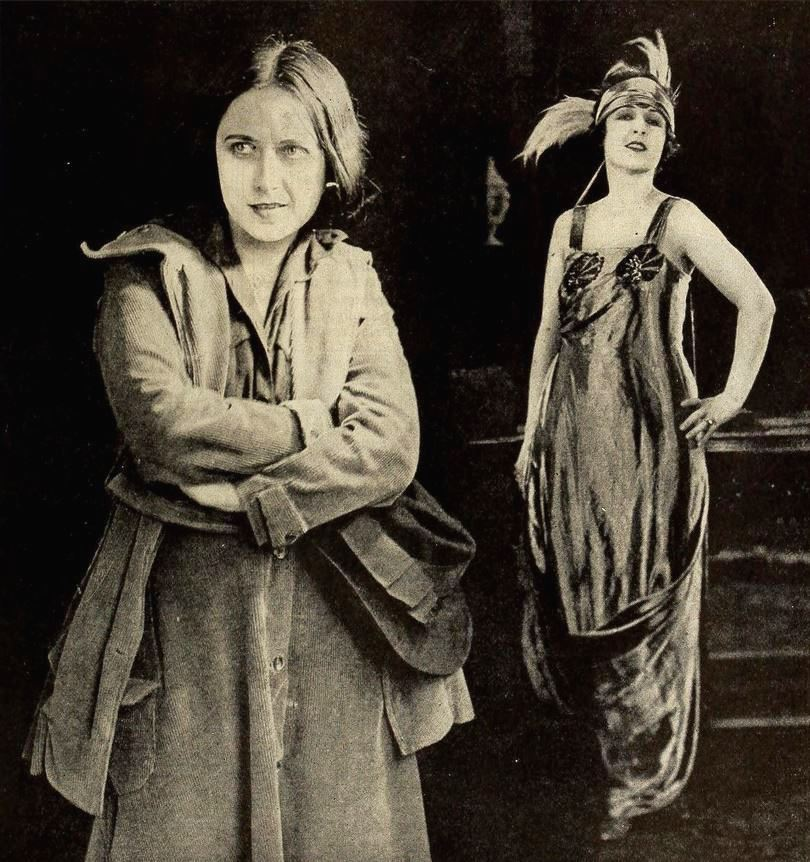
Dorothy Phillips nel doppio ruolo di due gemelle

Nel 1898, Andrew Hardcastle, ricco uomo d'affari americano, vive in Russia insieme alle figlie, le gemelle Vivian e Dorothea. La zona dove si trova viene sconvolta da un pogrom messo in atto dai cosacchi ubriachi che vanno a caccia di ebrei e personaggi illustri. Per sfuggire alle violenze, Hardcastle fugge via con Vivian, credendo che Dorothea sia morta. La bambina, invece, è viva e viene adottata da una povera famiglia ebrea. Ribattezzata Sonia, all'età di diciannove anni viene inviata negli Stati Uniti con il fratello adottivo Paul e con Sergius, un capo rivoluzionario, per cercare sostegno alla loro causa. La fabbrica di Hardcastle con la sua palese oppressione degli operai si rivela agli occhi dei rivoluzionari russi come un obbiettivo ideale per seminare le loro idee e trovarvi dei nuovi convertiti. Vivian, che è cresciuta nel lusso e negli agi, è innamorata di Tom Hardy, un onesto caposquadra della fabbrica. Sonia, alla guida dei rivoltosi contro Hardcastle, arrivata davanti alla casa del proprietario della fabbrica, denuncia però la violenza della folla e si sacrifica per salvare la vita di quella che, prima di morire, scopre essere la sua sorella gemella.

## Produzione
Il film fu prodotto dalla Universal Film Manufacturing Company.

## Distribuzione
Il copyright del film, richiesto dalla Universal Film Mfg. Co., fu registrato il 2 settembre 1919 con il numero LP14145.

Distribuito dalla Universal Film Manufacturing Company, il film uscì nelle sale statunitensi il 30 agosto 1919 e fu poi presentato in prima a New York il giorno seguente. In Ohio, la censura fece ritirare per due volte il film, chiedendo che venissero tolte le didascalie discutibili dalla stampa della pellicola.
Copia completa della pellicola si trova conservata negli archivi del Filmmuseum di Amsterdam.